# ジャック・ハリソン
ジャック・デイヴィッド・ハリソン（Jack David Harrison , 1996年11月20日 - ）は、イングランド・スタッフォードシャー州ストーク＝オン＝トレント出身のサッカー選手。プレミアリーグ・エヴァートンFC所属。ポジションはMF。

## クラブ経歴
6歳の時にリヴァプールFCのユースアカデミーに加わり、翌2003年にはマンチェスター・ユナイテッドFCのユースに移ったハリソンだったが、14歳の時に母親の仕事の都合で渡米し、マサチューセッツ州ボストンに定住。同州シェフィールドの高校では、全米No.1の評価を得て、大学はウェイク・フォレスト大学に進学。2016年にMLSスーパードラフトでシカゴ・ファイアーFCから全体1位指名を受けた後、ドラフト開催日当日にニューヨーク・シティFCが4位で指名したブランドン・ヴィンセントとのトレードが成立し、交渉権がニューヨーク・シティに移動。MLSでプロデビューし、2シーズンで55試合14ゴールを決め、2017年10月には、ニューヨーク・シティの提携元にあたるマンチェスター・シティFCが、ハリソンの獲得に乗り出していると報じられた。
2018年1月30日、マンチェスター・シティがハリソンを獲得し、2017-18シーズン終了までのミドルズブラFCへのローン移籍を発表。2018-19シーズンからはリーズ・ユナイテッドFCへローン移籍。加入2年目の2019-20シーズンにEFLチャンピオンシップ (2部リーグ)で優勝し、2003-04シーズン以来のプレミアリーグ復帰が決定。同シーズン終了後には、3年連続でリーズへのローン移籍が決まった。
プレミアリーグ2020-2021開幕戦となった2020年9月12日のリヴァプールFC戦で先発で起用され、念願のプレミアリーグデビュー。前半12分に同点ゴールを決め、プレミアリーグデビュー戦で初ゴールを記録。しかし試合は、前シーズン王者を相手に撃ち合いを演じるも、モハメド・サラーにハットトリックを決められ、3-4で敗戦。19日のフラムFC戦に4-3で勝利し、17シーズン振りのプレミアリーグ勝利をもたらした。
2021年7月2日、リーズへの完全移籍が決定し、3年契約を締結した。
2023年8月14日、エヴァートンFCにレンタル移籍した。2024年6月24日、レンタル期間を2025年6月まで延長することが発表された。

## 代表歴
2017年にU-21のイングランド代表に招集されている。

## 人物
2018年にマンチェスター・シティFCと契約した際、ユース時代を過ごしたマンチェスター・ユナイテッドFCも、ハリソンの獲得に乗り出していたと言われている。